# Британский национальный фронт
«Брита́нский национа́льный фронт» (англ. British National Front) — британская радикально-националистическая политическая партия. Более известна как «Национальный фронт» (National Front).

## История
«Национальный фронт» был основан 7 февраля 1967 года в результате объединения нескольких мелких крайне правых организаций, таких как «Лига имперских лоялистов» (League of Empire Loyalists), «Общество защиты расы» (Racial Preservation Society), «Движение за более великую Британию» (Greater Britain Movement) и др. Первым председателем нового движения стал А. Честертон, двоюродный брат писателя Гилберта К. Честертона, среди основателей НФ были также Э. Фонтейн, М. Вебстер и Д. Тинделл. Наибольшего расцвета НФ добился к середине 1970-х годов. Так, к 1974 году численность членов партии достигла 17000 человек, основной электорат партии составляли «синие воротнички» и мелкие частные предприниматели, испытывавшие на рынке труда конкуренцию со стороны иммигрантов. На протяжении 1970 — пер. пол. 1980-х гг. НФ регулярно принимал участие в выборах различных уровней, причем самые значительные электоральные достижения приходились на выборы в местные органы власти (советы). В таких городах как Брадфорд, в лондонском Ист-Энде кандидаты НФ получали 10-15 % поддержки, на выборах в Совет большого Лондона в 1976 г. за партию отдали свои голоса порядка 120000 человек. Во время демонстраций часто происходили столкновения с активистами антифашистских движений, которые называли Национальный фронт неофашистской организацией.
Поворотным пунктом в истории британского крайне-правого движения стали Всеобщие выборы в парламент 1979 г., когда выставив рекордное для себя количество кандидатов (303 чел.), НФ набрал катастрофически низкое число голосов (лучший результат не превышал 5 %), что было сильным ударом для этого движения. С этого времени НФ вступает в полосу упадка, внутренних расколов, фракционной борьбы. Сейчас НФ представляет собой малочисленную группу, время от времени заявляющую о себе уличными акциями (впрочем, без применения насилия) и участием в муниципальных выборах. Преемницей традиций НФ как общенациональной праворадикальной организации выступает Британская национальная партия (основанная в 1982 г. Д. Тинделлом, после его ухода из НФ), выступающая, однако, с более умеренных и демократических позиций.

## Партийная идеология
Партия выступала против правительственной иммиграционной политики и мультикультурализма. Поддерживала антисемитизм и отрицание Холокоста.